# Лудовико Ариосто
Лудовико Ариосто (на италиански: Ludovico Ariosto) е италиански поет и драматург. Той е автор на епичната поема „Бесният Орландо“ („Orlando furioso“), смятана за най-представителната литературна творба на Ренесанса в Италия.

## Биография
Лудовико Ариосто е роден през 1474 г. в Реджо нел'Емилия, където баща му граф Николо Ариосто е комендант на крепостта на служба при херцозите на Ферара. През 1484 г. семейството се премества във Ферара. Лудовико Ариосто има влечение към литературата, но по настояване на баща си учи право от 1489 до 1494 г. След това изучава латински при Грегорио да Сполето, но учителят му заминава за Франция и той не успява да продължи обучението си по старогръцки.
През 1500 г. Николо Ариосто умира и Лудовико трябва да се откаже от литературните си занимания, за да издържа своите четирима братя и пет сестри. През по-голямата част от живота си той се бори с недоимъка, заемайки различни служби в двора на херцозите на Ферара. След като за кратко е комендант на крепостта Каноса през 1502 г., той е приет в двора на кардинал Иполито д'Есте, син на херцог Ерколе I. Той участва в няколко дипломатически мисии и военни походи.
Лудовико Ариосто е недоволен от рисковете, на които го излага службата му, и от ниското заплащане. Когато кардиналът е назначен за епископ на Буда през 1517 г., Ариосто отказва да замине за Унгария и преминава на служба при брат му, херцог Алфонсо. Така той остава да живее във Ферара със своята любовница Алесандра Бенучи, с която се запознава през 1513 г. През 1522 г. нуждата от средства го принуждава да приеме поста на управител на Гарфаняна, отдалечена област в Апенините. Там той сравнително успешно се справя с местните политически конфликти и разбойничеството и успява да спечели достатъчно средства, за да може през 1525 г. да си купи къща във Ферара, където остава до края на живота си. Около 1529 г. се жени за Алесандра Бенучи, но запазва това в тайна, за да не изгуби доходите от няколко църковни длъжности, които заема.
Лудовико Ариосто умира през 1533 г. във Ферара.

## Литературна дейност
Още в ранните си години Ариосто пише няколко поеми на латински, които са вдъхновени от класически автори, като Тибул и Хораций, но не се отличават с особени качества. От 1505 г. той започва да работи по своята поема „Бесният Орландо“, която продължава да преработва до края на живота си. Първото издание излиза през 1516 г. и му донася известност не само в Италия, но и в цяла Западна Европа, а нейното влияние се усеща в цялата ренесансова литература. Докато Ариосто е жив, поемата е издадена още два пъти (през 1521 и 1532 г.) с известни промени и малки допълнения, в които се усеща влиянието на Пиетро Бембо. След смъртта на Ариосто е публикувано и приложение към поемата, върху което той е работил в самия край на живота си.
„Бесният Орландо“ е замислена като продължение на поемата „Влюбеният Орландо“ („Orlando innamorato“) на Матео Мария Боярдо. Главният герой е Орландо, италианизирана форма на Ролан. Поемата включва многобройни слабо свързани епизоди, повечето извлечени от поезията на Средновековието и Ранния Ренесанс. Основните мотиви в нея са несподелената любов на Орландо към Анджелика, войната между християни и сарацини и любовната история на Руджеро и Брудаманте.
Между 1517 и 1525 г. Ариосто пише седем сатири, вдъхновени от Хораций. Те са посветени на теми като корупцията в църквата, брака и пороците на хуманистите. Той е автор и на 5 комедии – „Cassaria“ (1508 г.), „I suppositi“ (1509 г.), „Il negromante“ (1520 г.), „La lena“ (1529 г.) и „La scolastica“ (довършена от брат му Габриеле и публикувана посмъртно). Макар да са сред първите имитации на латински комедии, написани на простонароден език, те не се оценяват много високо от днешните изследователи.